# Trophée des Grimpeurs
Trophée des Grimpeurs ("klättrarnas trofé") var ett cykellopp som kördes som ett kriterium på en slinga med en kraftig stigning i det franska departementet Val-d'Oise.
Det hade sitt ursprung i ett lopp kallat Polymultipliée ("flera växlar") syftande på de olika växlingssystem som de deltagande cyklarna var utrustade med och loppet var inledningsvis mer en tävling för att jämföra olika konstruktioner för byte av utväxling än en tävling mellan olika cyklister. Loppet arrangerades genom ett samarbete mellan olika cykelföreningar (Touring-Club de France, Audax Club Parisien, Cyclo-Touring Club och Union des cyclistes de Paris) och sporttidningarna Le Cyclotouriste och L'Auto. Det första loppet kördes den 6 april 1913 som tio varv på en tio kilometer lång slinga med en 200 m hög backe (med en stigning på upp till 14 procent - vilket satte växlingsförmågan på prov) med start och mål i Chanteloup-les-Vignes nordväst om Paris (noterbart är att det ej var tillåtet att stiga av cykeln och leda den uppför backen). Med tiden blev det dock en "vanlig" tävling mellan cyklister och under 1970-talet blev den populär bland elitcyklister. 1970 flyttades loppet till Sens i Yonne, 1972 ändrades namnet till Trophée des Grimpeurs, 1979 var loppet tillbaka i Chanteloup och 1990 flyttades det till Argenteuil och Sannois i Val-d'Oise. När UCI Europe Tour instftades 2005 inkluderades loppet i denna och klassificerades som 1.1, men redan 2009 kördes sista upplagan. Nerläggningen berodde på finanisiella problem – efter 2008 drog sig Sannois ur som bidragsgivare och året därpå även Argenteuil.
Ett "nygammalt" lopp, Polymultipliée de l'Hauti, arrangerades i Chanteloup 1997 och 1998.

## Podieplaceringar
| Polymultipliée | Polymultipliée        | Polymultipliée      | Polymultipliée        |
| -------------- | --------------------- | ------------------- | --------------------- |
| År             | Vinnare               | Tvåa                | Trea                  |
| 1913           | Georges Fusier        | Eugène Philippe     | José Pelletier        |
| 1914           | Eugène Christophe     | Fernand Grange      | Paumier               |
| 1915-1920      | Ej avhållet           | Ej avhållet         | Ej avhållet           |
| 1921           | Georges Habert        | Victor Philippe     | Eugène Erpelding      |
| 1922           | Fernand Canteloube    | Georges Davoine     | Georges Wambst        |
| 1923           | Charles Lacquehay     | Jean Brunier        | Charles Pélissier     |
| 1924           | Pierre Bachellerie    | Joseph Maurel       | Antoine Cordero       |
| 1925           | Georges Davoine       | Lucien Pruvost      | Charles Dumont        |
| 1926           | Pierre Bachellerie    | Henri Sausin        | Roger Pipoz           |
| 1927           | Pierre Bachellerie    | Charles Parel       | Charles Dumont        |
| 1928           | Joseph Normand        | Francis Bouillet    | Louis Vapaille        |
| 1929           | Joseph Normand        | Roland Guitton      | Marcel Mazeyrat       |
| 1930           | Eugène Faure          | Marcel Mazeyrat     | Léon Fichot           |
| 1931           | Marcel Mazeyrat       | Eugène Faure        | Auguste Pitte         |
| 1932           | Léon Fichot           | François Ondet      | Jean Montpied         |
| 1933           | Jean Montpied         | Marcel Mazeyrat     | Ludwig Geyer          |
| 1934           | Marcel Mazeyrat       | Albert Gabard       | Paul Egli             |
| 1935           | Léon Level            | Louis Minardi       | Jean Galle            |
| 1936           | André Auville         | Georges Roux        | Séverin Vergili       |
| 1937           | Louis Thiétard        | Luigi Barral        | Benoît Faure          |
| 1938           | René Vietto           | Jean-Marie Goasmat  | Robert Godard         |
| 1939           | Lucien Le Guével      | Amédée Rolland      | Paul Rossier          |
| 1940           | Ej avhållet           | Ej avhållet         | Ej avhållet           |
| 1941           | Jean-Marie Goasmat    | Georges Catte       | Jean-Jacques Lamboley |
| 1942           | Jean-Marie Goasmat    | Paul Rossier        | Bruno Carini          |
| 1943           | Amédée Rolland        | Jean-Marie Goasmat  | Albertin Dissaux      |
| 1944           | Gaston Grimbert       | Manuel Huguet       | Amédée Rolland        |
| 1945           | Ej avhållet           | Ej avhållet         | Ej avhållet           |
| 1946           | Pierre Baratin        | Fermo Camellini     | Auguste Mallet        |
| 1947           | Jean Blanc            | Georges Martin      | Gaston Rousseau       |
| 1948           | Pierre Baratin        | Raymond Piètre      | Raphaël Géminiani     |
| 1949           | Apo Lazaridès         | Georges Martin      | Alfredo Pasotti       |
| 1950           | Raphaël Géminiani     | Marcel Ernzer       | Pierre Molinéris      |
| 1951           | Raphaël Géminiani     | Wout Wagtmans       | Roger Buchonnet       |
| 1952           | Jean Robic            | Wout Wagtmans       | Jésus Martinez        |
| 1953           | Antonin Canavèse      | Henri Bertrand      | Richard Van Genechten |
| 1954           | Richard Van Genechten | Jean Robic          | Antonin Canavèse      |
| 1955           | Valentin Huot         | Jean Cottalorda     | Maurice Lampre        |
| 1956           | Richard Van Genechten | Valentin Huot       | Jacky Bovay           |
| 1957           | Louis Bergaud         | Maurice Lampre      | Serge David           |
| 1958           | Louis Bergaud         | Raymond Meyzenq     | Robert Cazala         |
| 1959           | René Pavard           | André Le Dissez     | Raymond Mastrotto     |
| 1960           | René Vanderveken      | Marcel Queheille    | Louis Bergaud         |
| 1961           | Edouard Bihouée       | Simon Le Borgne     | Gilbert Salvador      |
| 1962           | Louis Rostollan       | Jean-Claude Lebaube | Raymond Mastrotto     |
| 1964           | André Le Dissez       | Robert Cazala       | Jean-Claude Lebaube   |
| 1965-1966      | Ej avhållet           | Ej avhållet         | Ej avhållet           |
| 1967           | Julio Jiménez         | Paul Gutty          | Raymond Poulidor      |
| 1968           | Jean Jourden          | Julio Jiménez       | Gilles Locatelli      |
| 1969           | Raymond Delisle       | Antoon Houbrechts   | Alain Vasseur         |
| 1970           | Lucien Aimar          | Joseph Bruyère      | Robert Bouloux        |

| Trophée des grimpeurs | Trophée des grimpeurs     | Trophée des grimpeurs     | Trophée des grimpeurs          |
| --------------------- | ------------------------- | ------------------------- | ------------------------------ |
| År                    | Vinnare                   | Tvåa                      | Trea                           |
| 1972                  | Joop Zoetemelk            | Jacques Botherel          | Jean-Pierre Danguillaume       |
| 1973                  | Luis Ocaña                | Joop Zoetemelk            | Cyrille Guimard                |
| 1974                  | Jean-Pierre Danguillaume  | Juan Zurano               | Roger Pingeon                  |
| 1975                  | Antoine Gutierez          | Bernard Labourdette       | Firmino Bernardino             |
| 1976                  | Lucien Van Impe           | Bernard Vallet            | Michel Laurent                 |
| 1977                  | Raymond Delisle           | Michel Le Denmat          | Pierre-Raymond Villemiane      |
| 1979                  | Joop Zoetemelk            | Pierre-Raymond Villemiane | Gilbert Chaumaz                |
| 1980                  | Raymond Martin            | Régis Ovion               | Robert Millar                  |
| 1981                  | Dominique Celle           | Jean Chassang             | Jan Nevens                     |
| 1982                  | Pierre-Raymond Villemiane | Bernard Vallet            | Raymond Martin Christian Corre |
| 1983                  | Kim Andersen              | Régis Clère               | Christian Corre                |
| 1984                  | Marc Madiot               | Laurent Fignon            | Kim Andersen                   |
| 1985                  | Martial Gayant            | Yvon Madiot               | Bruno Wojtinek                 |
| 1986                  | Éric Caritoux             | Jacques Decrion           | Gilles Sanders                 |
| 1987                  | Charles Bérard            | Gilles Sanders            | Denis Leproux                  |
| 1988                  | Stefan Morjean            | Fabrice Philipot          | Luc Leblanc                    |
| 1989                  | Henri Abadie              | Denis Roux                | Jérôme Simon                   |
| 1990                  | Luc Roosen                | Laurent Madouas           | Luc Leblanc                    |
| 1991                  | Atle Kvålsvoll            | Richard Virenque          | Marc Madiot                    |
| 1992                  | Marc Madiot               | Richard Virenque          | François Lemarchand            |
| 1993                  | Thierry Claveyrolat       | Didier Rous               | Éric Caritoux                  |
| 1994                  | Richard Virenque          | Scott Sunderland          | Didier Rous                    |
| 1995                  | Armand de Las Cuevas      | Emmanuel Magnien          | Richard Virenque               |
| 1996                  | Stéphane Heulot           | Riccardo Forconi          | Laurent Desbiens               |
| 1997                  | Davide Rebellin           | Mauro Gianetti            | Laurent Roux                   |
| 1998                  | Pascal Hervé              | Laurent Desbiens          | Christophe Agnolutto           |
| 1999                  | Laurent Roux              | Bobby Julich              | Christopher Jenner             |
| 2000                  | Patrice Halgand           | Christophe Moreau         | Walter Bénéteau                |
| 2001                  | Didier Rous               | Laurent Brochard          | David Moncoutié                |
| 2002                  | Sylvain Chavanel          | Laurent Paumier           | Franck Bouyer                  |
| 2003                  | Didier Rous               | Marlon Pérez              | Jérôme Pineau                  |
| 2004                  | Christophe Moreau         | Philippe Gilbert          | Jérôme Pineau                  |
| 2005                  | Philippe Gilbert          | Yoann Le Boulanger        | Nicolas Inaudi                 |
| 2006                  | Didier Rous               | Philippe Gilbert          | Tristan Valentin               |
| 2007                  | Anthony Geslin            | Maxime Méderel            | Sylvain Chavanel               |
| 2008                  | David Le Lay              | Steve Chainel             | Gianni Meersman                |
| 2009                  | Thomas Voeckler           | Anthony Geslin            | Nicolas Jalabert               |

| Polymultipliée de l'Hauti | Polymultipliée de l'Hauti | Polymultipliée de l'Hauti | Polymultipliée de l'Hauti |
| ------------------------- | ------------------------- | ------------------------- | ------------------------- |
| År                        | Vinnare                   | Tvåa                      | Trea                      |
| 1997                      | Mauro Gianetti            | Xavier Jan                | Lylian Lebreton           |
| 1998                      | Emmanuel Magnien          | Jens Voigt                | Pascal Lino               |